# Alles wat er op de markt te koop is
Alles wat er op de markt te koop is is een kunstwerk van Reinder Bakker en Hester van Dijk in Amsterdam-Zuid.
Het kunstwerk is in het voorjaar 2016 geplaatst daar waar de Albert Cuypstraat de Van Woustraat kruist. Men vond dat lopend in de Van Woustraat er onvoldoende signalen waren dat dit het begin (dan wel eind) was van de Albert Cuypmarkt. De ontwerpers, samenwerkend in Overtreders W., hebben daarop een stalen stellage ontworpen met daarin hangend 258 lampionnen waarop te zien is welke producten er op die markt te koop zijn. De artikelen werden eerst in 2014 (stuk voor stuk) op lichtgevoelig papier vastgelegd, om daarna in cyanotypiestijl in de lampionnen te worden verwerkt. De bedoeling was dat het kunstwerk al in 2014 geplaatst zou worden. Uiteindelijk was vanaf 20 april 2016 het kunstwerk in zijn geheel te zien (en werkend).